# Malincourt
Malincourt ist eine französische Gemeinde mit 487 Einwohnern (Stand: 1. Januar 2022) im Département Nord in der Region Hauts-de-France. Sie gehört zum Arrondissement Cambrai und zum Kanton Le Cateau-Cambrésis. Die Einwohner werden Malincourtois und Malincourtoises genannt.

## Geographie
Die Gemeinde Malincourt liegt an der Grenze zum Département Aisne, etwa 15 Kilometer südsüdöstlich von Cambrai. Umgeben wird Malincourt von den Nachbargemeinden Walincourt-Selvigny im Norden, Dehéries im Nordosten, Élincourt im Osten, Serain im Südosten, Beaurevoir im Süden, Villers-Outréaux im Südwesten und Westen sowie Crèvecœur-sur-l’Escaut im Nordwesten.

## Bevölkerungsentwicklung
| Jahr                       | 1962 | 1968 | 1975 | 1982 | 1990 | 1999 | 2006 | 2013 | 2020 |
| Einwohner                  | 619  | 604  | 555  | 506  | 527  | 496  | 495  | 516  | 481  |
| Quellen: Cassini und INSEE |      |      |      |      |      |      |      |      |      |

## Sehenswürdigkeiten

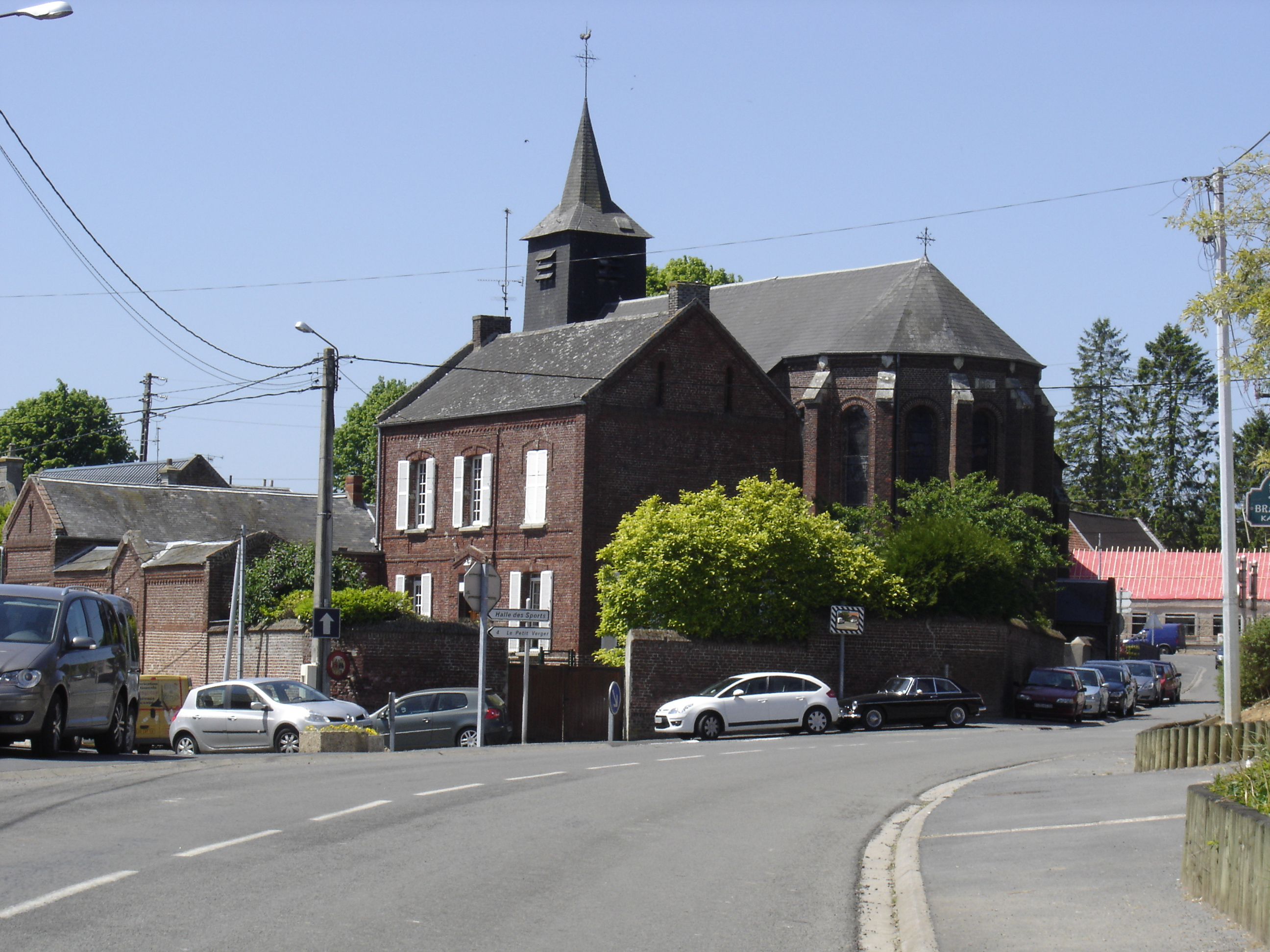
Kirche Saint-Pierre

- Kirche Saint-
- zwei Wassertürme